# Abimael Guzmán
Manuel Rubén Abimael Guzmán Reynoso (n. 3 decembrie 1934, Mollendo, Arequipa, Peru – d. 11 septembrie 2021, Callao, Constitutional Province of Callao⁠(d), Peru), cunoscut cu numele conspirativ Presidente Gonzalo („Președintele Gonzalo”) a fost un luptător revoluționar peruan din perioada insurgenței maoiste.
S-a afirmat în timpul conflictului intern din Peru, fiind liderul Partidului Comunist Peruan, numit și Cărarea Luminoasă.
A fost acuzat de terorism și trădare și a fost capturat în 1992 și condamnat la detenție pe viață.
Tatăl său a fost un comerciant prosper, iar mama sa a murit pe când avea numai cinci ani.
Studiază filozofia și activează o perioadă ca profesor de acestă specialitate la o universitate din orășelul Ayacucho.
Intră în contact cu partidul comunist, aflat în ilegalitate, și devine adept al maoismului.
După o perioadă de câteva luni petrecute în China, în 1978 iese din învățământ și se angajează în lupta politică pentru înființarea Cărării Luminoase, mișcare care promovează ideea unei lovituri de stat.
În 1992, în timpul mandatului lui Alberto Fujimori, este căutat de Grupo Especial de Inteligencia, atât el cât și camarazii săi, acuzați de terorism.
Este descoperit în septembrie 1992 și arestat. 
Aflat în închisoare, în octombrie 1993, propune, sub presiunea lui Vladimiro Montesinos, un acord de pace între membrii „Cărării Luminoase” și stat, care nu se va concretiza niciodată.
Este judecat de un tribunal militar ai cărui jurați sunt mascați pentru a se proteja de eventuale represalii din partea teroriștilor.
Dar în 2003, Tribunalul constituțional susține că tribunalul militar este anticonstituțional și solicită un nou proces care să fie civil.
Acesta începe în noiembrie 2004, dar este însoțit de un nou scandal: trei judecători sunt acuzați că sunt prea indulgenți, iar doi dintre aceștia demisionează.
În septembrie 2005 începe un al treilea proces și în cele din urmă, la 13 octombrie 2006, Guzmán este condamnat la detenție pe viață pentru terorism contra statului.
A decedat la 11 septembrie 2021 în închisoarea din Callao, unde se afla încarcerat.